# Lytta unguicularis
Lytta unguicularis es una especie de coleóptero de la familia Meloidae.

## Distribución geográfica
Habita en Estados Unidos.